# Moler

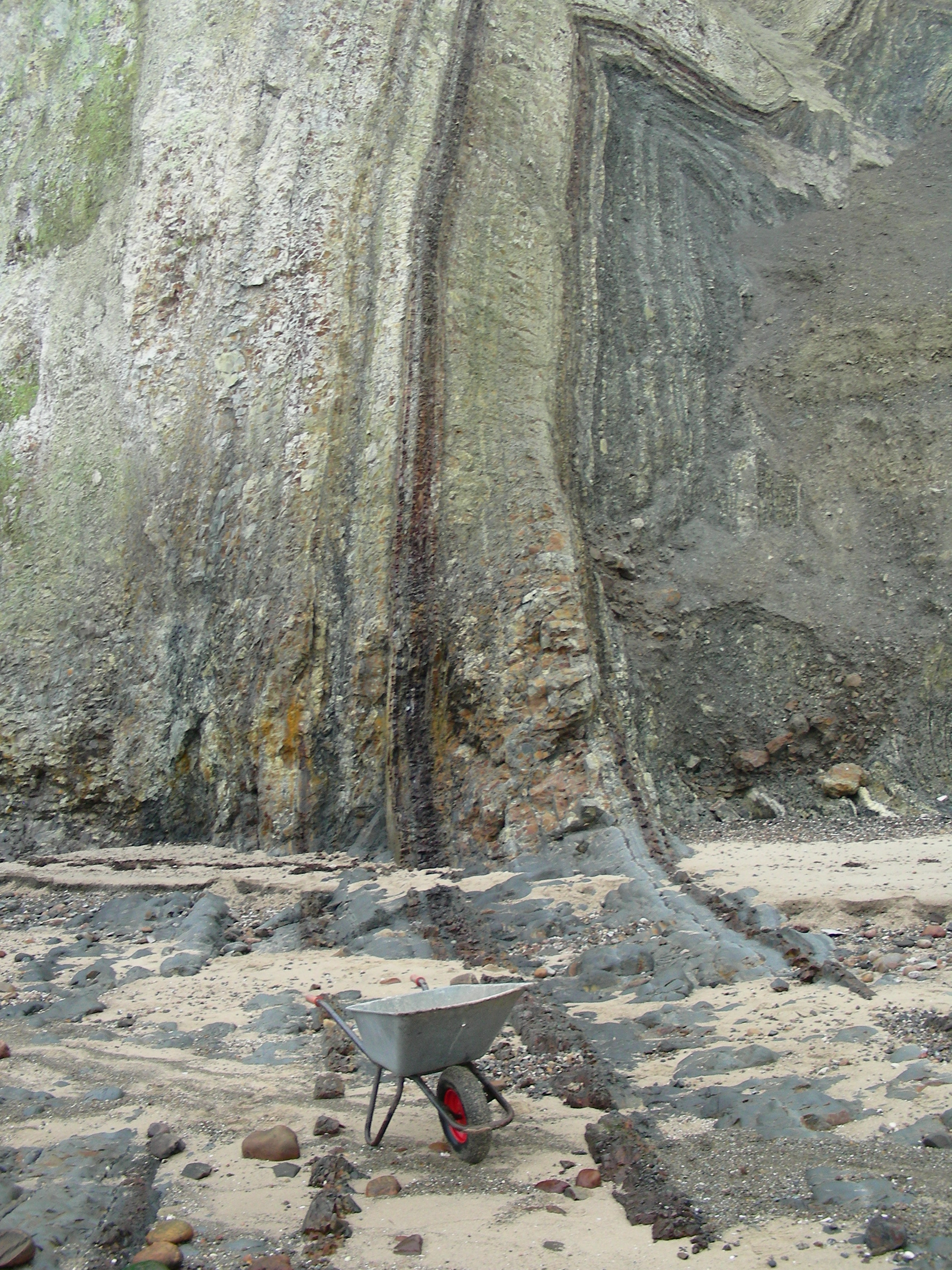
Aufschluss der Fur-Formation an der Küste der Insel Fur

Moler (deutsch: Mo-Ton, engl.: MoClay) ist ein sehr feinkörniges silikatisches biogenes Sedimentgestein ähnlich dem Kieselgur. Es entstand vor etwa 55 Millionen Jahren am Übergang vom Oberen Paläozän zum Unteren Eozän und tritt im Limfjord-Gebiet in Dänemark zu Tage, vor allem auf den Inseln Fur und Mors und südlich von Thisted (Silstrup Hoved). „Mo“ ist hier der dialektale Ausdruck für (eine bestimmte Sorte) Ton. Lithostratigraphisch wird die Moler-führende Schichtenfolge des Limfjord-Gebiets nach ihrer Typlokalität auf der Insel Fur als Fur-Formation bezeichnet.
Die Fur-Formation wird verschiedentlich untergliedert. Eine Variante unterteilt sie in Knudeklit-Member (unterer/älterer Abschnitt, auch „negative Serie“ genannt, siehe unten) und Silstrup-Member (oberer/jüngerer Abschnitt, „positive Serie“). Der obere Teil besteht zu ca. 65 Gew.% aus fossilen Skeletten von Kieselalgen (Diatomeen) und zu ca. 35 Gew.% aus Tonmineralen (überwiegend Montmorillonit). Das vor allem im unteren Abschnitt der Schichtenfolge oft feingeschichtete (laminierte) Sediment enthält ferner in bestimmten Niveaus karbonatische Konkretionen (dänisch cementsten), die zu geschlossenen Lagen zusammengewachsen sein können.
In die Moler-Schichtfolge sind 179 Lagen vulkanischer Asche eingeschaltet. Diese speziellen Horizonte sind durchnummeriert von −39 bis +140. Der etwa 30 m mächtige untere Teil der Schichtenfolge (Knudeklit-Member) enthält die 39 negativ nummerierten Aschelagen (daher auch „negative Serie“ genannt), die jeweils maximal 20 cm mächtig sind. Der ca. 27 m mächtige obere Teil der Schichtenfolge (Silstrup-Member) enthält die 140 positiv nummerierten Aschelagen (daher auch „positive Serie“ genannt), die jeweils maximal 15 cm mächtig sind, ist also deutlich aschereicher als der untere Teil. Diese Ascheschichten kann man an vielen Stellen in Nordwesteuropa wiederfinden. Die beiden auffälligsten Schichten (−17 und +19) wurden sogar in Deutschland bei Forschungsbohrungen in der Wursterheide gefunden.

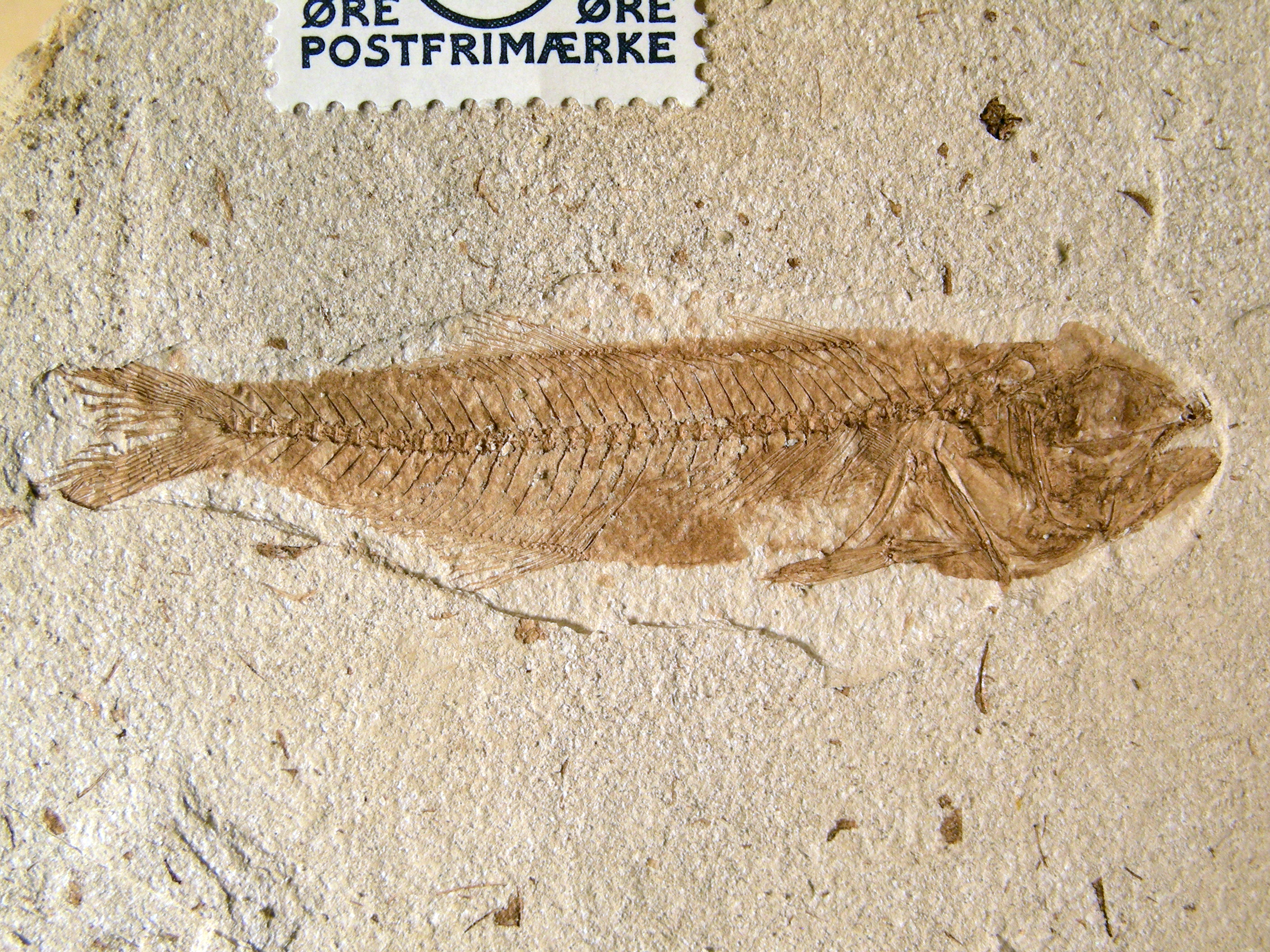
Fossiler Fisch aus der Fur-Formation

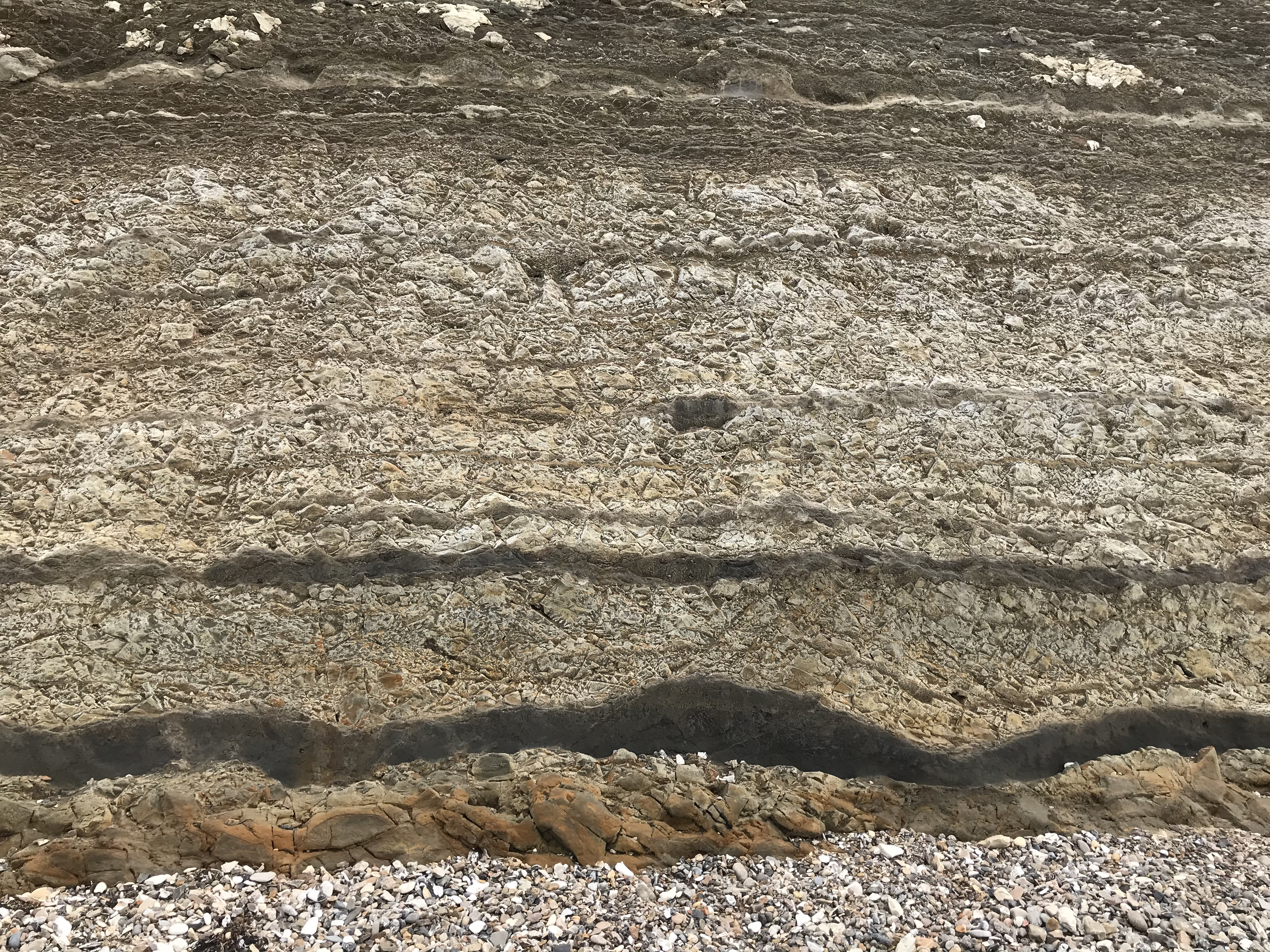
Moler vom Hanklit in Mors unterbrochen durch Lagen vulkanischer Asche. Man beachte die ungewöhnliche dreieckige Struktur des Molers selbst

Moler ist verhältnismäßig reich an fossilen Pflanzen- und Tierresten (Insekten, Fische und andere Wirbeltiere). Von besonderem wissenschaftlichen Interesse sind die in einigen Lagen zu findenden Landpflanzen und Insekten, sowie die wenigen, in den gleichen Schichten gefundenen Bernsteinstücke.
Der Rohstoff wird industriell sowohl zur Herstellung leichter und isolierender Baustoffe als auch saugfähiger Granulate (Katzenstreu/Ölbindemittel) genutzt.